# Miroslav Stoch
Miroslav Stoch (Nitra, 19 de Outubro de 1989) é um futebolista eslovaco que atua como meia-atacante. Atualmente, defende o Motorlet Prague.

## Carreira

### Clubes
Nascido na extinta Tchecoslováquia, Stoch iniciou sua carreira no pequeno Nitra. Durante onze anos na equipe, defendeu durante apenas uma temporada a equipe profissional, disputando três partidas. Chamou a atenção dos principais clubes da Europa, tendo o Chelsea o contratado. Inicialmente, atuando apenas na equipe reserva, recebeu suas primeiras oportunidades em sua terceira temporada, fazendo sua estreia na partida contra o Arsenal, no dia 30 de novembro de 2008, entrando no final do segundo tempo.
Em 16 de julho de 2009, devido a sua pouca experiência, acabou sendo emprestado ao Twente, dos Países Baixos. Com um início apagado, passou a ter destaque, virando titular absoluto da equipe comandada pelo inglês Steve McClaren. Tendo disputado durante sua temporada no clube neerlandês quarenta e cinco partidas e marcado doze vezes, conseguiu ser importante na inédita conquista do Campeonato Neerlandês.
Mesmo após sua destacada temporada no Twente, acabou sendo vendido em definitivo pelo Chelsea em 10 de junho de 2010, sendo contratado pela equipe turca do Fenerbahçe, firmando um contrato de quatro temporadas, pelo valor de 5 milhões e meio de euros.

### Seleção Eslovaca
Integrou as seleções de base da Eslováquia desde o Sub-17. Sua estreia pela seleção principal aconteceu em 10 de fevereiro de 2009, contra a Ucrânia, onde entrou no minuto 70. Sua segunda aparição veio apenas 24 horas depois, contra o Chipre. Marcou seu primeiro e único gol pela Seleção Eslovaca contra a modesta Seleção de San Marino, durante as eliminatórias europeias para a Copa do Mundo de 2010, em 6 de junho de 2009.
Fez parte do elenco eslovaco durante a Copa do Mundo de 2010, onde foi titular em todos os jogos e ajudou o time a chegar até as oitavas-de-final, após ter eliminado a Itália na fase de grupos. Nas oitavas, os eslovacos terminaram eliminados pela Seleção dos Países Baixos, que viria a ser vice-campeã do torneio.
Stoch fez parte do elenco da Seleção Eslovaca de Futebol da Eurocopa de 2016.

## Títulos
Chelsea
- Copa da Inglaterra: 2008–09

Twente
- Campeonato Neerlandês: 2009-10

## Individuais
- Prêmio Puskás: 2012